# John Shadegg
John Barden Shadegg (ur. 22 października 1949) – amerykański polityk, członek Partii Republikańskiej. W latach 1995–2011 był przedstawicielem stanu Arizona w Izbie Reprezentantów Stanów Zjednoczonych, najpierw z czwartego, a od roku 2003 z trzeciego okręgu wyborczego.